# 宮部宗治
宮部 宗治（みやべ むねはる）は、安土桃山時代の武将、大名。通称は肥前守。

## 経歴
『戦国人名事典』は、土肥刑部少輔の次男で、宮部藤左衛門（刑部少輔）は兄、母は宮部継潤の妹で、継潤の甥とするが、『戦国人名辞典』等は、宮部藤左衛門（土肥刑部少輔）の次男で、継潤の義弟としている。
天正元年（1573年）の越前国侵攻の際、継潤は朝倉家臣・三段崎勘右衛門の首実検に宗治を同道している。
その後、宗治は天正年間には羽柴秀吉に仕え家臣となった。
天正16年（1588年）2月24日、山城淀城の改修普請のため人夫の徴用を命じられ、宗治は近江領地から人夫を出した。『甫庵太閤記』では、同年4月の聚楽第行幸の際の関白秀吉の行列の中に宮部肥前守宗治の名が見られる。
天正17年（1589年）、羽柴秀次が近江八幡山城城主の頃、附家老（年寄衆）の中に宗治の名があり、一時的に秀次に付けられたとようだ。8月7日付の文書に年寄衆として田中吉政・渡瀬繁詮・宮部宗治・山内一豊・堀尾吉晴の順番で署名している。この秀次付き年寄衆は全て1万石以上の大名で、秀次には「宿老共当知行弐拾三万石」が宛てられており、宗治も1万石程度の知行高があったものと推察される。
天正19年11月、奥州仕置において東北に出張し、伊達政宗から苅田郡を接収して、新領主である蒲生氏郷に交付した。
時期は不明だが、若くして大坂で亡くなったとされる。